# Honda VT 600 C
Die Honda VT 600 C Shadow ist ein Motorrad der Kategorie Cruiser des japanischen Fahrzeugherstellers Honda. Die Abkürzung VT steht für V-Twin, was bedeutet, dass die zwei Zylinder V-förmig angeordnet sind. Das C steht für „Custom“, was so viel wie Chopper bedeutet.

## Technik

### Motor
Der wassergekühlte Zweizylinder-Viertaktmotor hat einen Hubraum von 583 cm³ und leistet maximal 29 kW (39 PS) bei 6.500/min. Der Zylinderwinkel des quer eingebauten V-Motors beträgt 52°. Die zwei Zylinder haben eine Bohrung von 75 mm Durchmesser, die Kolben einen Hub von 66 mm bei einem Verdichtungsverhältnis von 9,2 : 1. Die Zündung ist kontaktlos mit elektronischer Zündverstellung. Das Benzin-Luft-Gemisch wird durch 2 Keihin-Gleichdruckvergaser mit einem Durchmesser von 34 mm aufbereitet.

### Getriebe

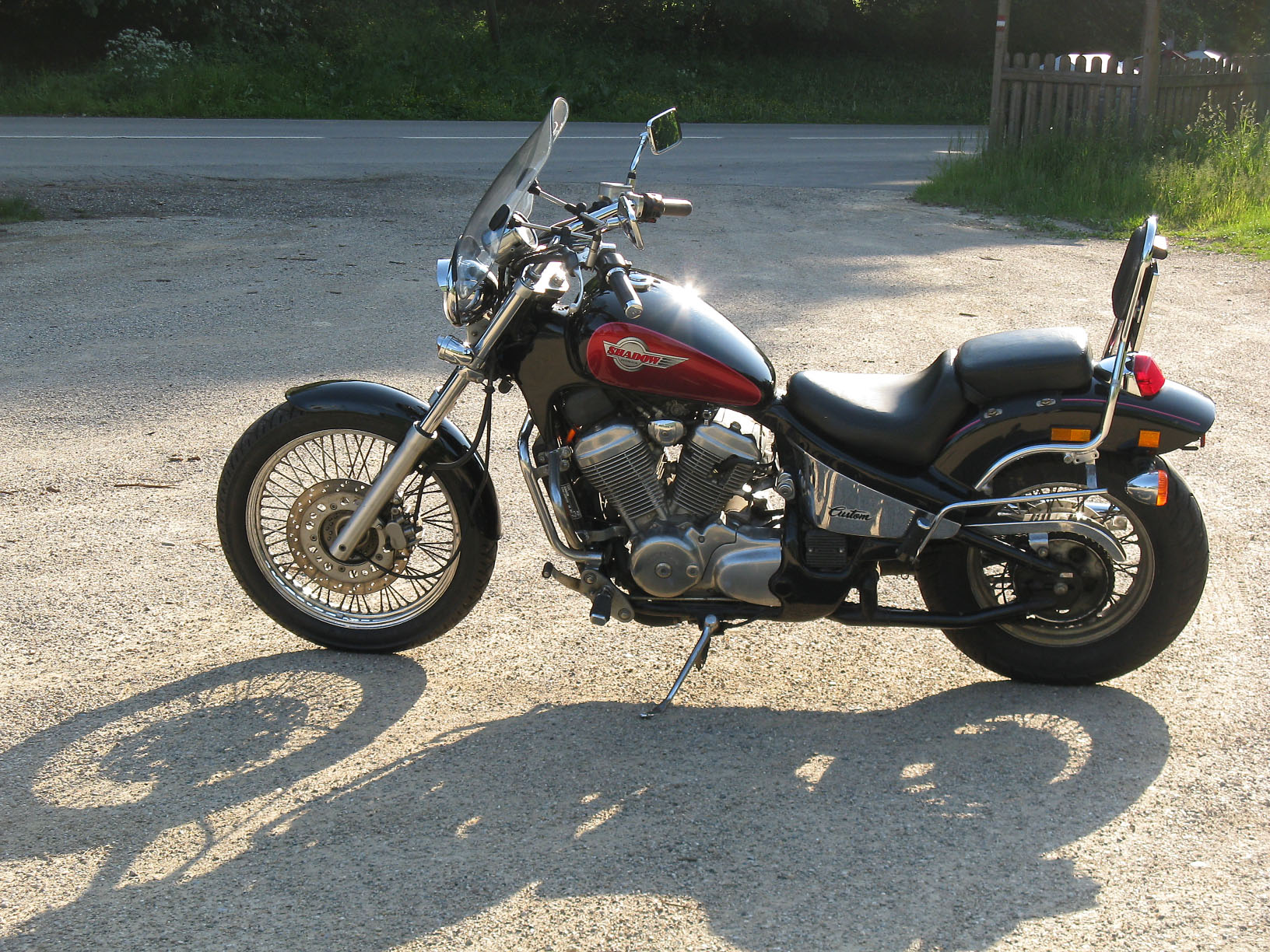
Honda VT600C Shadow PC21 1994

Das Getriebe hat 4 Gänge. Bei der Modellpflege 1996 wurde das Getriebe auf 5 Gänge erweitert.

### Fahrwerk und Bremsen
Der Doppelschleifenrahmen besteht aus Stahlrohr. Das Vorderrad wird von einer Telegabel mit einem Standrohrdurchmesser von 39 mm geführt. Der Federweg beträgt 146 mm. Am Hinterrad ist eine Dreieckschwinge mit Zentralfederbein verbaut. Das Federbein ist 5-fach verstellbar und hat einen Federweg von 90 mm. Die Federung ist etwas zu weich ausgelegt und kann im Zweimannbetrieb durchschlagen.
Die Vorderradbremse ist eine Einscheibenbremse mit 296 mm Durchmesser. Die Trommelbremse hinten hat einen Durchmesser von 160 mm.

### Zuladung
Das Gewicht beträgt vollgetankt 216 kg. Das zulässige Gesamtgewicht erlaubt somit eine Zuladung von 181 kg.

## Modellpflege
Bis 1993 hatte der Tank ein Volumen von 9 Litern. Ab 1993 wurde der Tankinhalt auf 11 Liter erweitert. Der Verbrauch schwankt zwischen 4,5 und 6,5 Litern. Trotz der Vergrößerung erfordern längere Strecken also häufiges Nachtanken.